# 1. Division (Belgien) 1895/96
Die Erste Division 1895/96 war die erste Spielzeit der höchsten belgischen Spielklasse im Männerfußball. Sie begann am 10. November 1895 und endete am 3. Mai 1896.

## Abschlusstabelle
| Pl. | Verein                     | Sp. | S | U | N  | Tore    | Quote | Punkte |
| --- | -------------------------- | --- | - | - | -- | ------- | ----- | ------ |
| 1.  | FC Lüttich                 | 12  | 9 | 2 | 1  | 032:110 | 2,91  | 20:40  |
| 2.  | FC Antwerpen               | 12  | 7 | 0 | 5  | 033:130 | 2,54  | 14:10  |
| 3.  | Sporting Club de Bruxelles | 12  | 6 | 1 | 5  | 031:300 | 1,03  | 13:11  |
| 4.  | Léopold Club de Bruxelles  | 12  | 6 | 0 | 6  | 031:290 | 1,07  | 12:12  |
| 5.  | FC Brügge                  | 12  | 5 | 2 | 5  | 022:210 | 1,05  | 12:12  |
| 6.  | Racing Club de Bruxelles   | 12  | 5 | 1 | 6  | 032:310 | 1,03  | 11:13  |
| 7.  | Union d’Ixelles            | 12  | 1 | 0 | 11 | 005:510 | 0,10  | 02:22  |

## Kreuztabelle
Die Kreuztabelle stellt die Ergebnisse aller Spiele dieser Saison dar. Die Heimmannschaft ist in der linken Spalte, die Gastmannschaft in der oberen Zeile aufgelistet.
| 1895/96 | 1895/96                    | LÜT | ANT   | SPB   | LÉO   | BRÜ | RCB | IXE   |
| ------- | -------------------------- | --- | ----- | ----- | ----- | --- | --- | ----- |
| 1.      | FC Lüttich                 |     | 5:0 1 | 5:0 1 | 3:1   | 1:1 | 4:1 | 5:0 1 |
| 2.      | FC Antwerpen               | 1:3 |       | 8:0   | 2:3   | 3:2 | 5:0 | 5:0 1 |
| 3.      | Sporting Club de Bruxelles | 2:2 | 1:4   |       | 2:0   | 3:2 | 5:2 | 4:2   |
| 4.      | Léopold Club de Bruxelles  | 1:6 | 3:2   | 2:1   |       | 2:3 | 3:7 | 9:0   |
| 5.      | FC Brügge                  | 1:2 | 0:2   | 2:3   | 5:0 1 |     | 3:0 | 3:1   |
| 6.      | Racing Club de Bruxelles   | 3:2 | 1:0   | 6:1   | 3:4   | 3:3 |     | 0:1   |
| 7.      | Union d’Ixelles            | 0:9 | 0:6   | 0:9   | 0:3   | 1:2 | 0:6 |       |